# Engebret Skogen
Engebret Engebretsen Skogen (ur. 20 sierpnia 1887 w Løten, zm. 4 września 1967 w Hamarze) – norweski strzelec, medalista olimpijski. Dziadek Daga Fornæssa.
Skogen uczestniczył w igrzyskach olimpijskich w Sztokholmie (1912) w dwóch konkurencjach strzelectwa: karabin dowolny, trzy postawy, 300 m (31. miejscr) i karabin wojskowy, trzy postawy, 300 m (3. miejsce).